# Åttaarmade bläckfiskar
Åttaarmade bläckfiskar (Octopoda, "åttfoting") eller krakar (jämför tyska: Kraken) är en ordning i klassen bläckfiskar som omfattar cirka 290 arter.

## Systematik
De åttaarmade bläckfiskarna indelas i två underordningar och en överfamilj med sammanlagt 11 familjer.
- Cirrata
  - Opisthoteuthidae
  - Cirroteuthidae
  - Stauroteuthidae
- Incirrata
  - Amphitretidae
  - Bolitaenidae
  - Octopodidae (äkta krakar, jämför tyska: Echte Kraken)
  - Vitreledonellidae
- Argonautoida (överfamilj)
  - Alloposidae
  - Argonautidae
  - Ocythoidae
  - Tremoctopodidae

## Krakar vid namn
- Jättekrake (Octopus vulgaris)[3]
- Rutkrake (Bathypolypus arcticus)[4]
- Skedkrake (Bathypolypus bairdii)[5]
- Spökkrake (Haliphron atlanticus)[6]
- Virvelkrake (Eledone cirrhosa)[7]